# Dreis
Dreis ist eine Ortsgemeinde im Landkreis Bernkastel-Wittlich in Rheinland-Pfalz, an der Salm gelegen. Sie gehört der Verbandsgemeinde Wittlich-Land an. Dreis ist ein staatlich anerkannter Erholungsort.

## Geographie
Dreis liegt am Austritt der Salm aus den Eifelbergen am Fuße des Burgberges, am Rand der Wittlicher Senke, direkt an der Grenze zur Eifel. Zu Dreis gehören auch die Wohnplätze Landhaus Kasfeld, Lindenhof, Maarhof, Jagdhaus Schumacher und Sonnenhof.

Nachbargemeinden sind Bergweiler, Wittlich, Altrich, Salmtal, Dodenburg, Gladbach und Bruch.

## Geschichte
Dreis zählt zu den ältesten Orten des Wittlicher Landes. Der Ort trägt seinen Namen nach dem Sauerbrunnen (= Drees), der im Ortskern am ehemaligen Stierstall zu finden ist. Dreis, ein königliches Gut („fisci“), wurde vom Bruder Karls des Großen, Karlmann I., zum Ende des 8. Jahrhunderts, dem Kloster Echternach an der Sauer geschenkt. Im Jahre 785 bestätigte Karl der Große die Schenkung seines Bruders. Eine Urkunde der ursprünglichen Schenkung war nicht ausgestellt worden. Karlmann starb im Jahre 771. Eine Abschrift der Urkunde befindet sich im goldenen Buch („Liber aureus“) der Abtei Echternach, das heute in Gotha aufbewahrt wird.
Dreis gehörte landesherrlich bis zum Ende des 18. Jahrhunderts zur Abtei Echternach und war damit luxemburgisches Gebiet.
Im späten Mittelalter war die Grundherrschaft zu Dreis eine Besitzung der Abtei Echternach und stand unter der Vogtei der Herren von Esch, später der Grafen von Manderscheid-Kail. Nach den Weistümern übte die Gemeinde die Hochgerichtsbarkeit ziemlich selbständig aus. Die Abtei hatte im Jahr 1639 einen Streit mit den Bauern zu Dreis, welche die Gerichtsbarkeit für sich in Anspruch nahmen. Es kam zu einem Prozess vor dem Reichskammergericht zu Speyer. Erst 1673 erfolgte das Urteil, in dem der Abtei Echternach die landesherrliche Obrigkeit über Dreis zugesprochen wurde.
Im Jahr 1712 hatte der Echternacher Abt einige Neuerungen eingeführt, die Dreiser Bauern riefen daraufhin die Niederrheinische Ritterschaft zur Hilfe und behaupteten, ein freies Reichsdorf zu sein. Der Abt wandte sich erneut an das Reichskammergericht, das den Dreiser Bauern Gehorsam gegen ihren Herrn befahl.
Die Landeshoheit der Abtei war auch sonst nicht unangefochten. Kurtrier hatte 1602 den vergeblichen Versuch gemacht, sich als Landesherrn huldigen zu lassen.
Nach 1792 hatten französische Revolutionstruppen das Linke Rheinufer besetzt, von 1798 bis 1814 gehörte Dreis zum Kanton Wittlich im französischen Saardepartement. Aufgrund der auf dem Wiener Kongress getroffenen Vereinbarungen kam die Region 1815 zum Königreich Preußen, die Gemeinde Dreis wurde 1816 dem Kreis Wittlich im Regierungsbezirk Trier zugeordnet, der von 1822 an zur Rheinprovinz gehörte. 
Seit 1946 ist die Gemeinde Teil des damals neu gebildeten Landes Rheinland-Pfalz.
Bevölkerungsentwicklung
Die Entwicklung der Einwohnerzahl von Dreis, die Werte von 1871 bis 1987 beruhen auf Volkszählungen:
| Jahr | Einwohner |
| 1815 | 580       |
| 1835 | 793       |
| 1871 | 938       |
| 1905 | 895       |
| 1939 | 970       |
| 1950 | 1.040     |

| Jahr | Einwohner |
| 1961 | 1.141     |
| 1970 | 1.302     |
| 1987 | 1.260     |
| 1997 | 1.391     |
| 2005 | 1.390     |
| 2017 | 1.367     |

## Politik

### Gemeinderat
Der Gemeinderat in Dreis besteht aus 16 Ratsmitgliedern, die bei der Kommunalwahl 2024 in einer personalisierten Verhältniswahl gewählt wurden, und dem ehrenamtlichen Ortsbürgermeister als Vorsitzendem. Die 16 Sitze im Gemeinderat verteilen sich auf zwei Wählergruppen.

### Bürgermeister
Christoph Thieltges wurde am 18. Juni 2019 Ortsbürgermeister von Dreis.
Er wurde 2024 wiedergewählt.
Der Vorgänger von Thieltges, Markus Hansen, hat das Amt von 2009 bis 2019 ausgeübt.

## Kultur und Sehenswürdigkeiten

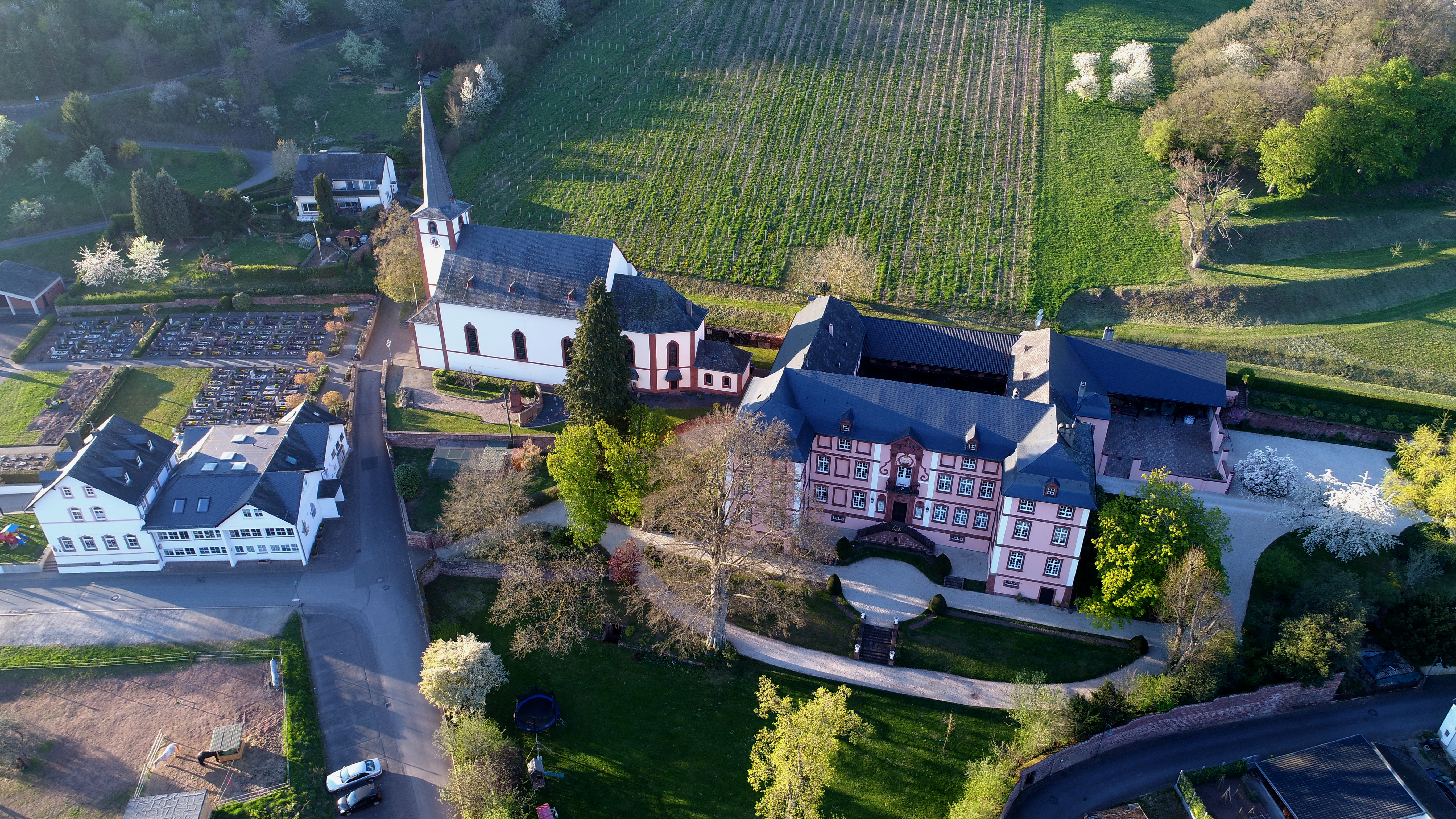
Schloss Dreis aus der Vogelperspektive (2017)

### Schloss Dreis
Schloss Dreis, als Sommersitz der Echternacher Äbte 1774 erbaut, kam später in den Besitz der Grafen von Walderdorff. Der zweieinhalbgeschossige Bruchsteinbau mit Gliederungen in rotem Sandstein ist eine wahre Sehenswürdigkeit mit reicher Ausstattung.

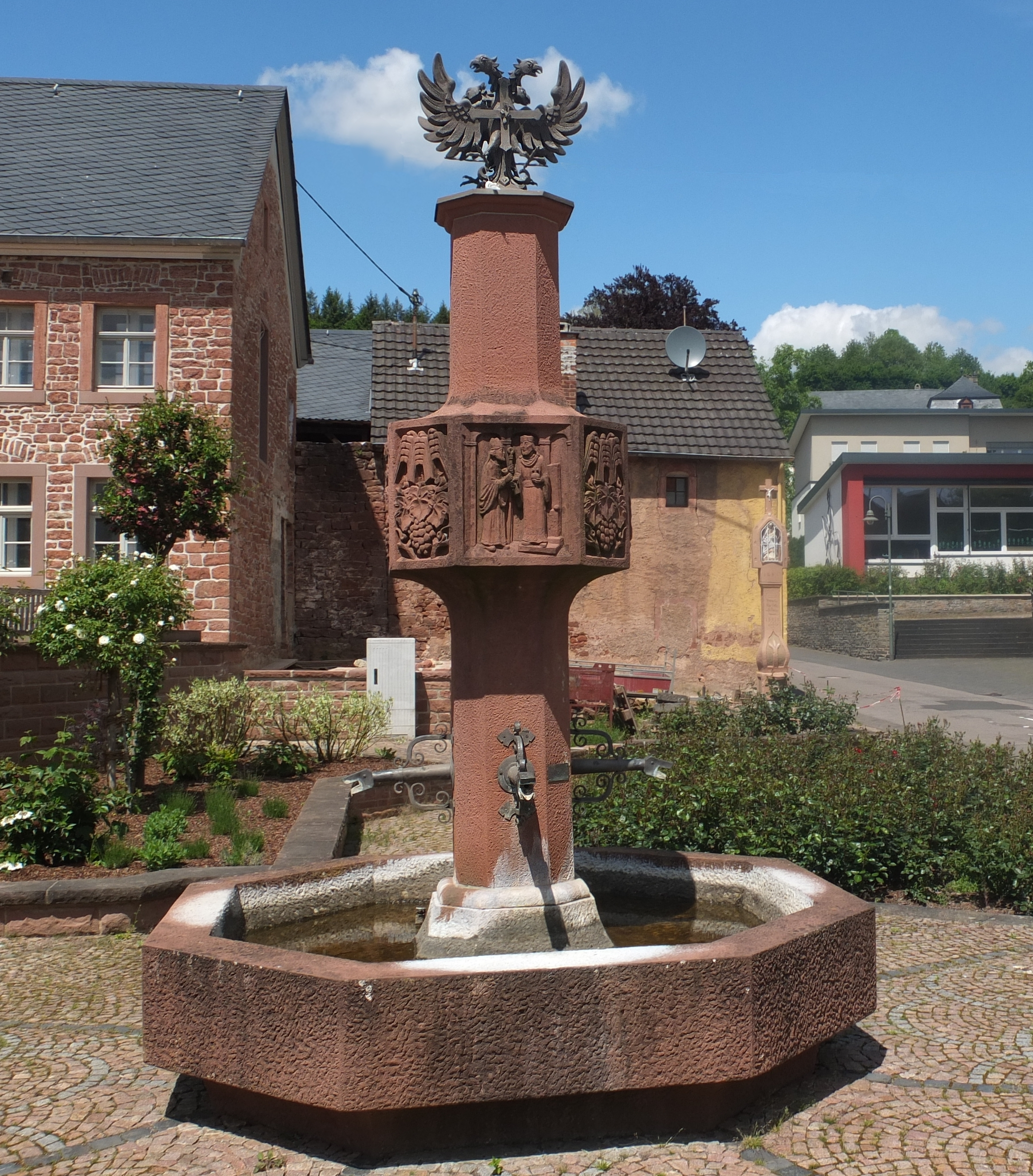
Dorfbrunnen und Prangerkreuz im Hintergrund

## Wirtschaft und Infrastruktur
Das Restaurant des bis zu seinem Tod von Helmut Thieltges (1955–2017) geführten, familieneigenen „Waldhotels Sonnora“ in Dreis ist seit der Guide-Michelin-Ausgabe 2000 durchgehend mit drei Sternen ausgezeichnet worden. Im Gault-Millau 2019 wird es mit 19,5 Punkten geführt, was ebenfalls als Höchstwertung gilt. Thieltges‘ Nachfolger ist Clemens Rambichler.
Bedingt durch klimatisch günstige Faktoren in der Wittlicher Senke wurden in Dreis Sonderkulturen angebaut. Weinbau ist schon seit dem 13. Jahrhundert im Ort bezeugt. Auch heute noch gibt es Weinberge in geringem Umfang nördlich der Ortslage. Bis in die 1960er Jahre wurde auch Tabak in der Dreiser Feldgemarkung angebaut. Die Blauschimmelkrankheit Anfang der 1960er Jahre vernichtete jedoch fast die gesamte Ernte und der Anbau wurde eingestellt.
In Dreis beginnt der Salm-Radweg, der nach Klüsserath/Mosel führt.

## Personen, die mit der Gemeinde in Verbindung stehen
- Justin von Linde (1797–1870), Hochschullehrer, Beamter und Politiker, erwarb 1837 das Gut Dreis und verbrachte dort seinen Ruhestand